# Nethinius curlettii
Nethinius curlettii là một loài bọ cánh cứng trong họ Cerambycidae.